# Ulyanovsk (porta-aviões)
Ulyanovsk foi o primeiro navio de uma classe de super-porta aviões soviéticos, foi a primeira embarcação a oferecer uma grande capacidade aérea para a marinha soviética. Ele foi baseado no Projeto 1153 OREL (que nunca saiu do papel) de 1975, foi inicialmente nomeado de Kremlin, porém mais tarde foi re-batizado com o nome de Ulyanovsk.
Sua tonelagem prevista era de 85000 toneladas (mais do que os porta-aviões da classe Forrestal porém menos do que seus "equivalentes" estadunidense, os porta-aviões da classe Nimitz).
O Ulyanovsk seria capaz de prover o alcance e capacidade total de um porta aviões, ao contrário do outro porta aviões da marinha soviética, o Almirante Kuznetsov, que lança os aviões por meio de uma rampa curvada.
A configuração do seu convés de voo é muito similar a dos porta aviões da Marinha Americana, porém com uma típica mudança dos soviéticos, que consiste em adicionar mísseis terra-ar e mísseis antinavio.
A construção de seu casco foi iniciada em 1988, porem esta e construção de um navio irmão foi cancelada depois do fim da guerra fria, em 1991, com 40% do trabalho completo.